# 15388 Coelum
15388 Coelum è un asteroide della fascia principale. Scoperto nel 1997, presenta un'orbita caratterizzata da un semiasse maggiore pari a 2,3862817 UA e da un'eccentricità di 0,2066453, inclinata di 2,68417° rispetto all'eclittica.